# Tkvarčeli

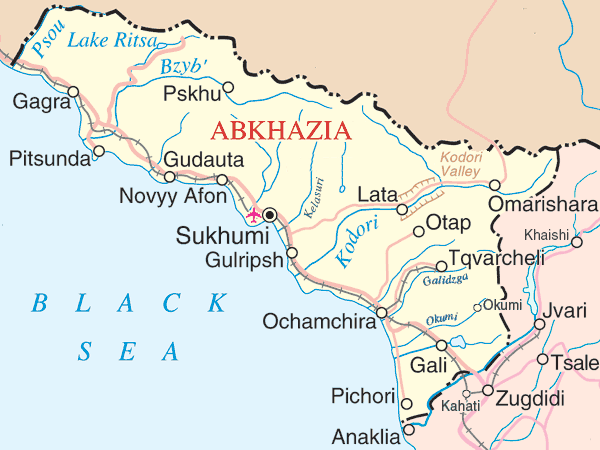
Poloha Tkvarčeli (Tqvarcheli) na mapě

Tkvarčeli (abchazsky: Тҟəарчал (Tkvarčal); gruzínsky: ტყვარჩელი) je město ve východní části Abcházie na západě Gruzie. Protéká jím řeka Galidzga. S okolním světem je město spojeno železnicí do Očamčiry. V roce 2003 v něm žilo 4786 obyvatel.

## Historie města
Tkvarčeli bylo povýšeno na město až v roce 1942 poté, co byla v této oblasti roku 1935 objevena uhelná ložiska. Během druhé sv. války význam místních dolů výrazně stoupl, když byly hlavní sovětské uhelné doly v Donbasu obsazeny nacistickými Němci. Do roku 1989 se zvýšil počet obyvatel Tkvarčeli na úctyhodných 21 744, z nichž 42,3 % tvořili Abchazové, 24,5 % Rusové a 23,5 % Gruzínci.
Během války v Abcházii v letech 1992 až 1993 město s výraznou vojenskou a humanitární pomocí Rusů úspěšně přestálo obléhání Tkvarčeli gruzínskou armádou. Po válce zůstalo město, v porovnání se stavem před válkou, zdevastované, bez průmyslu a bez většiny obyvatel, kteří ho začali opouštět. V roce 2003 žilo ve městě už jen necelých 4800 lidí.

## Průmysl
Nejdůležitějším průmyslovým artiklem v Tkvarčeli byla vždy těžba uhlí. Přestože jsou místní hnědouhelné doly ze sovětských dob dávno uzavřené, těží se ve zdejších lomech díky investici turecko-abchazské společnosti Tamsaş, která sice naplňuje městskou pokladnu ze 75 %, ale představuje značnou ekologickou zátěž. Za zanedbávání ekologických požadavků byla její činnost kritizována. Z důvodu plánovaných olympijských her v Soči se nyní zvažuje výstavba cementárny. Gruzínská vláda však považuje tyto investice za nelegální, protože porušují regulační směrnici SNS z roku 1996. Ve svých výsostných vodách proto zadržela mnoho nákladních lodí s tkvarčelským uhlím a způsobuje tak společnosti Tamsaş značné ztráty.